# Stanisław Hoc
Stanisław Hoc (ur. 1 stycznia 1948 w Bodzanowie) – polski prawnik, profesor nauk prawnych, profesor zwyczajny Uniwersytetu Opolskiego, w latach 1998–2013 także profesor Uczelni Łazarskiego w Warszawie.

## Życiorys
Maturę zdał w 1965 w Głuchołazach. W 1969 ukończył studia prawnicze na Uniwersytecie Wrocławskim, promotorem pracy magisterskiej był Witold Świda. Na tymże uniwersytecie w 1976 uzyskał stopień doktora nauk prawnych – promotorem pracy doktorskiej był Tomasz Kaczmarek. Następnie został delegowany na czteroletnie studia habilitacyjne do Związku Socjalistycznych Republik Radzieckich. W 1988 na Uniwersytecie Śląskim uzyskał stopień doktora habilitowanego nauk prawnych. W 1998 został profesorem nadzwyczajnym na Wydziale Prawa i Administracji Uniwersytetu Opolskiego i kierownikiem Katedry Prawa Karnego na tym Wydziale. W 2014 uzyskał tytuł naukowy profesora nauk prawnych.
Był oficerem Milicji Obywatelskiej. W 1969 został inspektorem, a następnie do 1973 starszym inspektorem Komendy Wojewódzkiej MO w Opolu. Dosłużył stopnia podpułkownika.
W latach 1969–1998 pracował w naczelnych i centralnych organach administracji rządowej. W latach 80. był specjalistą, a następnie starszym specjalistą w Departamencie II Ministerstwa Spraw Wewnętrznych, gdzie dosłużył stopnia podpułkownika. Jednocześnie był zatrudniony w wyższym szkolnictwie resortowym, w tym od 1973 do 1981 wykładał w Wyższej Szkole Oficerskiej im. Feliksa Dzierżyńskiego w Legionowie, a w 1989 był docentem w Akademii Spraw Wewnętrznych. W latach 1990–1998 dyrektor w Urzędzie Ochrony Państwa w stopniu płk UOP.
W pracy naukowej zajmuje się głównie przestępstwami przeciwko państwu i ochronie informacji. Jest autorem około 300 prac naukowych (monografii, podręczników, komentarzy, glos i recenzji).
Jest członkiem Międzynarodowego Stowarzyszenia Prawa Karnego (Association Internationale de Droit Penal), Towarzystwa Naukowego Prawa Karnego (Przewodniczący Komisji Rewizyjnej).
W latach 1998–2015 stały doradca Sejmu RP (m.in. ekspert podczas prac legislacyjnych nad ustawami o: ABW, AW, WSI, SKW oraz SWW, ochronie informacji niejawnych). W 2022 został autorem ekspertyzy dotyczącej możliwości unieważnienia ponownego wyboru Adama Glapińskiego na prezesa Narodowego Banku Polskiego, która posłużyła przewodniczącemu Platformy Obywatelskiej Donaldowi Tuskowi do przedstawienia zapowiedzi jego usunięcia z urzędu po ewentualnym zwycięstwie wyborczym PO.

## Odznaczenia
W 1995 prezydent RP Lech Wałęsa odznaczył go Krzyżem Kawalerskim Orderu Odrodzenia Polski